# Field goal

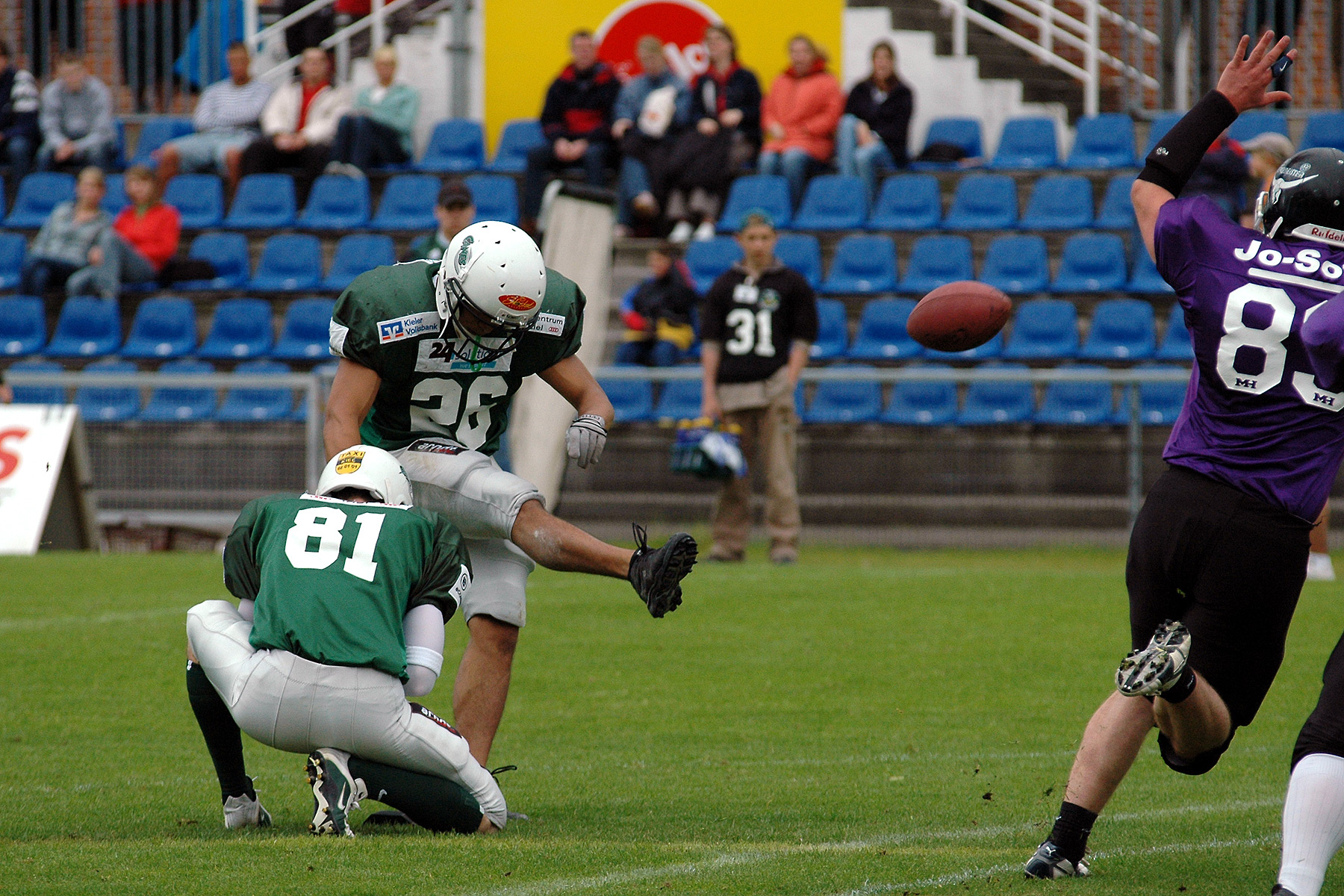
L'esecuzione di un field goal.

Il field goal nel football americano e canadese è una delle azioni con cui si possono realizzare dei punti.

## Regolamento
Il field goal viene realizzato calciando il pallone tra i pali della porta (distanti tra loro 18 piedi e 6 pollici, cioè 5,64 metri) facendolo passare sopra la traversa (posta ad un'altezza di 10 piedi, cioè 3,048 metri) similmente a quanto avviene anche nel rugby. È possibile, anche se molto più raro, realizzare il field goal effettuando un calcio di rimbalzo (similmente al drop).
Il field goal assegna alla squadra che lo realizza 3 punti e viene tentato tipicamente nelle seguenti situazioni:
- al quarto down (il terzo nel caso del football canadese)
- nel caso in cui ci sia tempo per effettuare solo un'azione prima della fine del secondo quarto
- nel caso in cui ci sia tempo per effettuare solo un'azione prima della fine della partita e la squadra in attacco non abbia necessità di segnare più di tre punti per vincere o pareggiare
- in caso di tempi supplementari in cui basta qualsiasi segnatura per potersi aggiudicare l'incontro, se al termine dei primi due possessi di palla, il match è ancora in parità.

Alcune leghe professionistiche hanno adottato delle regole per incentivare i tentativi di field goal da grandi distanze, ad esempio nella NFL Europa venivano assegnati quattro punti alle realizzazioni da più di 50 iarde.

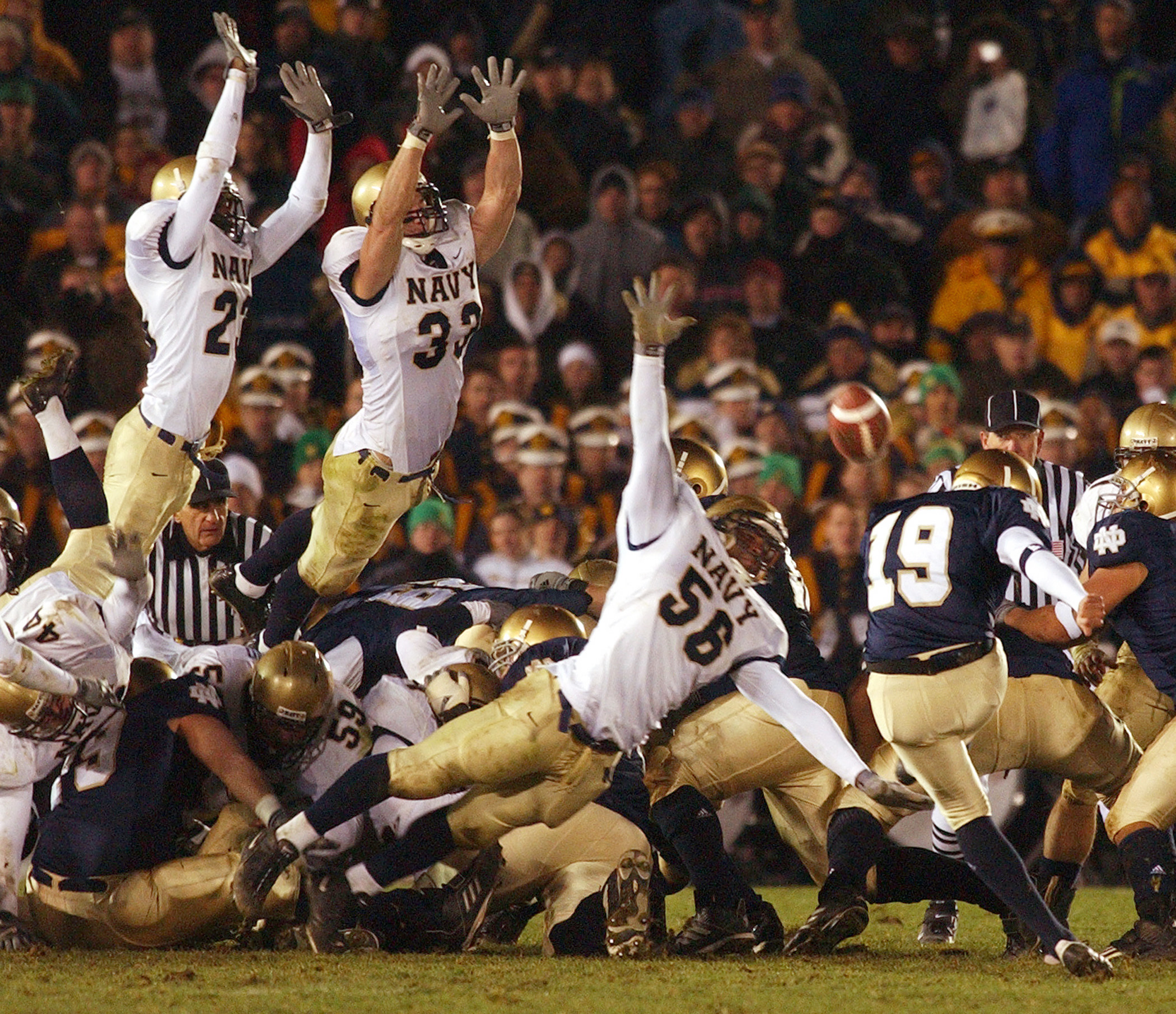
Due special team si fronteggiano durante un'azione di field goal.

Nel caso in cui il field goal non venga realizzato, le regole della NFL prevedono che il possesso di palla passi all'altra squadra che lo otterrà sul punto più lontano dalla propria end zone tra quello in cui è stato effettuato il calcio sbagliato e la linea delle 20 iarde. Fino al 1994 il punto preso in considerazione era quello dello snap da cui era partita l'azione, mentre prima del 1974 il gioco riprendeva comunque dalle 20 iarde.
Un field goal sbagliato può anche venire ritornato da un giocatore della squadra che lo subisce, anche se questa azione è molto rara e si verifica in genere solo se il tentativo avviene da molto lontano e si è allo scadere della partita. Il 4 novembre 2007, Antonio Cromartie dei San Diego Chargers ritornò in touchdown un field goal sbagliato da Ryan Longwell dei Minnesota Vikings per 109 iarde, realizzando così la più lunga azione della storia della NFL e la più lunga azione possibile con le attuali regole dato che le iarde guadagnate sono arrotondate, il campo è lungo 100 iarde e partendo dal fondo della propria end zone (lunga 10 iarde), la linea di touchdown avversaria dista appunto 109 iarde. Quattro dei sei giochi più lunghi della storia della NFL sono ritorni in touchdown di field goal sbagliati.
Più frequente è il caso in cui un field goal venga deviato o bloccato, quando ciò avviene, se la palla è rimasta dietro la linea di scrimmage diventa libera e può essere giocata da entrambe le squadre come nel caso di un fumble.
In genere il giocatore che effettua il field goal è uno specialista dei calci piazzati: il kicker, a cui spesso viene affidato anche il compito di calciare gli extra point e i kickoff, questi calcia il pallone dopo che gli è stato fermato da un altro specialista: l'holder. Le formazioni delle squadre che scendono in campo durante una situazione di field goal sono gli special team e sono formate, oltre che dagli specialisti (il kicker e l'holder), prevalentemente da uomini di linea.

## Storia
La lista seguente presenta le principali modifiche alle regole riguardanti il field goal.
- Nel 1883 il field goal valeva 5 punti, mentre il touchdown e la successiva conversione valevano 3 punti ciascuno.
- Nel 1897 il touchdown venne portato a 5 punti, mentre la conversione divenne l'extra point da 1 punto.
- Il field goal venne portato nel 1904 a 4 punti e agli attuali 3 nel 1909.
- Il touchdown venne portato a 6 punti nel 1912 (nel football americano, in quello canadese questo cambiamento avverrà solo nel 1956).
- La porta, originariamente posta sulla linea di touchdown causava spesso infortuni e interferiva nel gioco, venne spostata nel 1927 in fondo alla end zone dalla NCAA e dalla NFL. ma nel 1932 quest'ultima riportò la porta nella vecchia posizione, dove rimase fino al 1974. Nel football canadese la porta è ancora attualmente sulla linea di touchdown.
- Nel 1959 la porta della NCAA venne allargata a 23 piedi e 4 pollici (7,11 metri).
- Nel 1967 la NFL adottò la porta a forma di fionda con un unico supporto in sostituzione della vecchia porta a forma di H. In seguito anche la NCAA adottò la stessa forma di porta.
- Nel 1974 la NFL spostò la porta in fondo alla end zone.
- Nel 1988 la NCAA vietò il kicking tee, obbligando a calciare con la palla a terra.
- Nel 1991 la NCAA restrinse la porta a 18 piedi e 6 pollici, le stesse dimensioni della porta della NFL. Ciò significò una forte riduzione dell'angolo di calcio, dato che la distanza tra le hashmarks era rimasta a 53 piedi e 4 pollici (16,26 metri). Nel 1993 la NCAA ridusse tale distanza a 40 piedi (12,196 metri), la stessa distanza della NFL fino al 1972, quando fu ridotta a 18 piedi e 6 pollici (5,64 metri).

## Primati relativi a field goal nella NFL

### Individuali
Maggior numero di field goal tentati in carriera (709)
- Morten Andersen (1982 - 2007)

Maggior numero di field goal tentati in una stagione (49)
- Bruce Gossett (Los Angeles Rams 1966)
- Curt Knight (Washington Redskins 1971)

Maggior numero di field goal tentati in una partita (9)
- Jim Bakken (Saint Louis Cardinals, il 24 settembre 1967, contro i Pittsburgh Steelers)

Maggior numero di field goal realizzati in carriera (565)
- Morten Andersen (1982 - 2007)

Maggior numero di field goal realizzati in una stagione (40)
- Neil Rackers (Arizona Cardinals 2005)

Maggior numero di field goal realizzati in una partita (8)
- Rob Bironas (Tennessee Titans, il 21 ottobre 2007 contro gli Houston Texans)

Maggior numero di field goal realizzati in un quarto (4)
- Garo Yepremian (Detroit Lions, il 13 novembre 1966 nel secondo quarto contro Minnesota Vikings)
- Curt Knight (Washington Redskins, il 15 novembre 1970 nel secondo quarto contro i New York Giants)
- Roger Ruzek (Dallas Cowboys il 2 novembre 1987 nel quarto quarto contro i New York Giants)
- Cary Blanchard (Indianapolis Colts, il 21 settembre 1997 nel secondo quarto contro i Buffalo Bills)
- Sebastian Janikowski (Oakland Raiders, il 5 ottobre 2003 nel secondo quarto contro i Chicago Bears)
- Jeff Wilkins (Saint Louis Rams, il 9 novembre 2003 nel quarto quarto contro i Baltimore Ravens)
- Lawrence Tynes (Kansas City Chiefs, il 27 novembre 2005 nel secondo quarto contro i New England Patriots)
- Shayne Graham (Cincinnati Bengals, l'11 novembre 2007 nel quarto quarto contro i Baltimore Ravens)

Maggior numero di partite consecutive con almeno un field goal realizzato (38)
- Matt Stover (Baltimore Ravens 1999 - 2001)

Maggior numero di field goal realizzati consecutivamente (42)
- Mike Vanderjagt (Indianapolis Colts 2002 - 2004)

Field goal realizzato da più lontano (66 iarde)
- Justin Tucker (Baltimore Ravens, il 26 settembre 2021 contro i Detroit Lions)

Maggior percentuale di realizzazione in carriera su almeno 100 tentativi (87,21%)
- Nate Kaeding (San Diego Chargers 2004-2009, 150 su 172)

Maggior percentuale di realizzazione in una stagione (100%)
- Mike Vanderjagt (Indianapolis Colts 2003, 37 su 37)
- Gary Anderson (Minnesota Vikings, 1998, 35 su 35)
- Tony Zendejas (L.A. Rams, 1991, 17 su 17)
- Jeff Wilkins (Saint Louis Rams 2000, 17 su 17)

Maggior numero di field goal realizzati in una partita senza errori (8)
- Rob Bironas (Tennessee Titans, il 21 ottobre 2007 contro gli Houston Texans)

Maggior numero di field goal da più di 50 iarde in carriera (42)
- Jason Hanson (Detroit Lions 1992-2009)

Maggior numero di field goal da più di 50 iarde in una stagione (8)
- Morten Andersen (Atlanta Falcons 1995)
- Jason Hanson (Detroit Lions 2008)

Maggior numero di field goal da più di 50 iarde in una partita (3)
- Morten Andersen (Atlanta Falcons, il 10 dicembre 1995 contro i New Orleans Saints)
- Neil Rackers (Arizona Cardinals, il 24 ottobre 2004 contro i Seattle Seahawks)
- Kris Brown (Houston Texans, il 7 ottobre 2007 contro i Miami Dolphins)
- Conner Barth (Tampa Bay Buccaneers, il 15 novembre 2009 contro i Miami Dolphins])

Più lungo ritorno di field goal fallito (109 iarde)
- Antonio Cromartie (San Diego Chargers, il 4 novembre 2007 contro i Minnesota Vikings)

### Squadra
Maggior numero di field goal tentati in una stagione (49)
- Los Angeles Rams (1966)
- Washington Redskins (1971)

Minor numero di field goal tentati in una stagione dal 1938 (0)
- Chicago Bears (1944)

Maggior numero di field goal tentati in una partita da una squadra (9)
- Saint Louis Cardinals, il 24 settembre 1967, contro i Pittsburgh Steelers)

Maggior numero di field goal tentati in una partita da entrambe le squadre (11)
- Saint Louis Cardinals (6) - Pittsburgh Steelers (5), il 13 novembre 1966
- Washington Redskins (6) -. Chicago Bears (5), il 14 novembre 1971
- Green Bay Packers (6) - Detroit Lions (5), il 29 settembre 1974
- Washington Redskins (6) - New York Giants (5), il 14 novembre 1976

Maggior numero di field goal realizzati in una stagione (43)
- Arizona Cardinals (2005)

Minor numero di field goal realizzati in una stagione dal 1932 (0)
- Boston (1932, 1935)
- Chicago Cardinals (1932, 1945)
- Green Bay Packers, (1932, 1944)
- New York Giants, (1932)
- Brooklyn, (1944)
- Card-Pitt, (1944)
- Chicago Bears, (1944, 1947)
- Boston, (1946)
- Baltimore Colts (1950)
- Dallas Cowboys (1952)

Maggior numero di field goal realizzati in una partita da una squadra (8)
- Tennessee Titans, il 21 ottobre 2007 contro gli Houston Texans

Maggior numero di field goal realizzati in una partita da entrambe le squadre (9)
- San Diego Cahrgers (5) - Kansas City Chiefs (4), il 29 settembre 1996
- Miami Dolphins (6) - New England Patriots (3), il 17 ottobre 1999
- Houston Texans (5) - Miami Dolphins (4), il 7 ottobre 2007

Maggior numero di partite consecutive con almeno un field goal realizzato (38)
- Baltimore Ravens (1999-2001)